# Xã Lincoln, Quận Black Hawk, Iowa
Xã Lincoln (tiếng Anh: Lincoln Township) là một xã thuộc quận Black Hawk, tiểu bang Iowa, Hoa Kỳ. Năm 2010, dân số của xã này là 337 người.